# Reino de Múrcia

Localização da Taifa de Múrcia

O reino de Múrcia foi uma das taifas do Alandalus. Posteriormente, com o progresso da Reconquista cristã da Península Ibérica, tornar-se-ia um dos reinos de Castela.

## História

### O período muçulmano
No ano de 713, apenas dois anos após a invasão muçulmana da Península Ibérica, o emir Abdalazize ocupou a província Cartaginense. O conde Teodomiro, governador da província, negociou uma capitulação favorável, pela qual a região obtinha um certo grau de autonomia em troca do pagamento de tributo pela população local. Este acordo abrangia sete cidades: Orihuela, Alicante, Begastro, Mula, Lorca, Elche e Eio.
A instabilidade no emirado de Córdova (entre 754 e 929) e os numerosos conflitos sociais entre muçulmanos e visigodos levaram à destruição de Eio, mas também à obrigação, por parte do emir do Alandalus Abderramão II, de levar os antigos habitantes de Eio para Mursiya (atual Múrcia), em Abril de 825, constituindo-se assim na última das grandes cidades da região de Múrcia a ser fundada.
Durante a época pacífica do Califado de Córdova, entre 929 e 1031, a recém-fundada cidade de Mursiya cresceu, prosperou e ganhou importância.

#### As primeiras taifas
O período de crescimento florescente viu-se interrompido durante o período das Taifas, quando se registraram diversos conflitos, tendo o seu domínio mudado por diversas vezes de mãos entre os emires.
A partir de 1088, uma hoste sob o comando de Álvar Fáñez, o lugar-tenente de El Cid, conquistou Aledo e saqueou a região.
O período encerra-se quando os Almorávidas obtêm a unificação do Alandalus (em Múrcia desde 1091), dando lugar aos segundos reinos taifas.

#### As segundas taifas
Neste momento, a Múrcia conhece um período de hegemonia graças a Maomé ibne Mardanis, o "Rei Lobo", que mantém relações amistosas com o reino de Castela e organiza a resistência contra os Almóadas, entre 1147 e 1172. Durante o emirado do Rei Lobo, Múrcia obteve grande esplendor, de tal modo que a sua moeda tornou-se uma referência na Europa. A prosperidade da cidade baseava-se na agricultura, e graças ao aproveitamento das águas do rio Segura, desenvolveram uma complexa rede de irrigação composta por valas, canos, açudes, rodas de água e aquedutos, sendo o antecessor do atual sistema de irrigação do Segura. O artesanato também adquiriu importância e prestígio, sendo a cerâmica de Múrcia exportada para a península Itálica. A esses atrativos, somam-se a abundância de locais de lazer e de cultura, possibilitados por este desenvolvimento, que tornaram esta etapa do emirado de Múrcia na capital do Alandalus.
Neste período, surge em Múrcia a produção da seda, o fabrico de papel, e até mesmo a produção de uma espécie de macarrão, a aletria.

#### As terceiras Taifas
No período das terceiras Taifas (1228–1266), ibne Hude tornou-se independente, voltando Múrcia a ser a capital do Alandalus. Iniciou-se o período de maior esplendor cultural de Múrcia, em contraste com a sua instabilidade política, acentuada pela morte de ibne Hude em 1238.

### A dominação castelhana

Estandarte do reino de Múrcia da Coroa de Castela

Em 1243, o emir de Múrcia assinou a capitulação de Alcaraz convertendo-se em um protetorado do reino de Castela. Desse modo, Múrcia ganhou um forte aliado para repelir as pretensões de Jaime I de Aragão e as do emir ibne Nácer Alamar de Reino Nacérida de Granada. Castela, em contrapartida, obtinha uma saída para o mar Mediterrâneo.
Sob o reinado de Fernando III de Leão e Castela, e depois do de seu filho e sucessor, Afonso X de Leão e Castela, entre os anos 1243 e 1264, registrou-se uma etapa de próspera convivência multicultural entre cristãos, muçulmanos e judeus.
Em 1264, essa estabilidade chegou ao fim, quando os Mudéjares de Múrcia promoveram uma revolta contra a Coroa de Castela, devido à intolerância cristã para com os seus costumes e tradições. A revolta foi sufocada em 1266, com a ajuda do reino de Aragão. Castela havia submetido Múrcia à vassalagem (1243), mas os habitantes de Múrcia rebelaram-se com o apoio de Granada e dos reinos muçulmanos do Norte de África (1264). A rainha Violante de Aragão (esposa de Afonso X, o Sábio) procurou a ajuda de seu pai Jaime I de Aragão. Em seguida, tropas aragonesas, enviadas pelo infante Pedro (futuro Pedro III de Aragão conquistaram Múrcia a Maomé ibne Hude Bia Adaulá (r. 1265–1266), deixando mais de dez mil aragoneses em Múrcia. Recorde-se que, pelos termos do Tratado de Almizra (1244), Múrcia pertenceria a Castela.
Após a revolta, até 1272, o reino de Múrcia se viu submetido a uma divisão e colonização por pessoas vindas de todos os pontos da Península e de determinadas regiões da Europa. Formaram-se concelhos de realengo e senhorios laicos, esboçando-se os termos municipais da atual Múrcia. A estabilidade foi favorecida pela presença de ordens militares, como a de Santiago, evitando assim as rebeliões internas, os piratas da costa e o conflito fronteiriço com Granada. Este último reino fortificou-se com castelos e torres.

### A dominação aragonesa
Jaime II de Aragão iniciou a conquista do reino de Múrcia em 1296, oferecido por Fernando de La Cerda aquele soberano em troca de seu apoio contra o infante herdeiro do trono de Castela, Fernando IV de Castela.
Alicante foi conquistada em abril após uma dura resistência por parte da alcáçova do castelo por parte de seu alcaide, Nicolás Pérez. Posteriormente, Jaime II tomou Guardamar com o apoio da frota, negociou com Juan Manuel, senhor de Elche, prosseguindo até Orihuela e Múrcia, que capitularam, igual ao restante da região. Alhama de Múrcia não se rendeu até 1298.
A conquista foi facilitada por uma parte da população de origem aragonesa, embora tenha se deparado com a oposição das guarnições castelhanas dos castelos e do bispo de Cartagena. Uma segunda campanha contra Múrcia teve lugar em 1298, ocupando Alhama de Múrcia e, a 21 de dezembro de 1300 capitulava Lorca. Tanto Castela como Aragão necessitavam da paz e assinaram o Tratado de Torrellas (1304) e posteriormente a modificação ao Tratado de Elche (1305), que modificava definitivamente as fronteiras entre Castela e Aragão fixadas no Tratado de Almizra (1244), incorporando à Coroa de Aragão, em concreto ao reino de Valência, as regiões do Valle del Vinalopó, o Campo de Alicante e a Vega Baja del Segura.

### Evolução posterior
Dada a fragilidade da sua monarquia ao final da Idade Média, o reino vivenciou vários incidentes, que afetaram a diversas famílias nobres e ao patriarcado urbano. Os Reis Católicos foram os únicos capazes de colocar fim a esta instabilidade, restabelecendo a ordem social.
O reino de Múrcia teve um papel-chave na conquista do reino de Granada e, após a sua conquista, muitos habitantes de Múrcia repovoaram as suas terras, agora cristãs.
No início do século XVI, a cidade de Múrcia era a mais populosa do reino, com cerca de dez mil habitantes, seguida de Lorca, com quase cinco mil.
Uma vez concluído o processo da Reconquista, após a unificação das coroas de Castela e Aragão, o reino de Múrcia entrou em um período de prosperidade que resultou em um aumento significativo da sua população. Os fatores que levaram a este desenvolvimento foram o surgimento da indústria da seda, a atividade mineradora em Cartagena e Mazarrón e um melhoramento nas explorações agrícolas.
No entanto, registraram-se alguns tumultos por parte da população muçulmana, que culminaram com a sua expulsão do reino em 1609, excepto para o Valle de Ricote que permaneceram até 1613. Uma outra questão foi a dos piratas da Barbária, que obrigou Filipe II de Espanha a erguer diversas torres ao longo da linha de costa, e que se conservam até aos nossos dias.

## Limites territoriais
Em sua origem, o reino de Múrcia apresentava uma extensão territorial muito mais vasta que a atual região de Múrcia. Inicialmente compreendia os limites da anterior cora de Tudemir, mas posteriormente os seus limites aumentaram e diminuíram de maneira desigual.
Sob o reinado de ibne Hude, chegaram a atingir Almeria, Málaga, Ceuta e Mancha. Posteriormente, a taifa de Múrcia ficou limitada ao que seria o reino de Múrcia cristão, que compreendia:
- A atual Região de Múrcia.
- Anteriormente:
  - Até 1304 — a metade sul da província de Alicante, a partir da linha Biar-Jijona (ver adjudicação de Torrellas).
  - Até 1836 — os municípios de Vilhena e Sax, que passaram a fazer parte da província de Alicante. Inclui-se ainda a província de Albacete na divisão provincial de Xavier de Burgos, com novos limites interposto por distritos e municípios que tradicionalmente pertenciam a Castela, a Nova.
  - Até 1982 — A província de Albacete torna-se parte de Castela-Mancha (herdeira de Castela, a Nova), com o que deixaram de formar parte os seguintes territórios historicamente Múrcianos: comarcas de Sierra de Segura, Campos Hellín, o corredor de Almansa, assim como o município de Albacete.

A dita extensão territorial media cerca de 26 400 quilômetros quadrados. Actualmente, a região de Múrcia ocupa pouco mais de 11 300 km².

## Símbolos

Escudo do reino de Múrcia

A primeira bandeira do reino de Múrcia data do reinado de Afonso X de Leão e Castela, e constou de cinco coroas sobre fundo carmesim, com quatro flechas à direita.
O rei Pedro I, reconhecendo a assistência prestada pelo reino de Múrcia em sua luta contra a Coroa de Aragão, outorgou uma sexta coroa à sua bandeira.
Dois meses mais tarde, o mesmo soberano determinou uma mudança na bandeira, que passou a ter  leões e castelos, reforçando simbolicamente com isso a adesão do reino de Múrcia à Coroa de Castela. Este pavilhão foi utilizado até à Guerra da Sucessão Espanhola .
Quanto ao escudo do reino de Múrcia, durante longo tempo foi de sete coroas sobre um fundo azul.
Um outro símbolo do reino, neste caso religioso, é constituído pela imagem medieval da Virgem da Arrixaca. Trata-se de uma escultura lendária entronizada na cidade de Múrcia, no século XIII como padroeira do reino. Hoje é venerada na Capela Real da Igreja de San Andres em Múrcia.